# 루이 7세
루이 7세, 일명 소 루이(프랑스어: Louis le Jeune, 1120년 ~ 1180년 9월 18일)은 루이 6세의 아들이자 후계자로 1137년부터 프랑스 왕이었다. 카페 왕조. 그의 체세에는 봉건귀족 가문들과의 투쟁, (특히 앙주가) 잉글랜드와의 분쟁으로 점철 되었다. 그의 시기 아키텐의 상속녀였던 엘레오노르와 이혼하며 프랑스 남부에 대한 지배권을 상실하였고 아키텐은 잉글랜드 앙주 왕조의 국왕 헨리 2세에게 돌아간다 그의 치세에 노트르담 대성당의 건축이 시작되었고 거의 재앙으로 끝난 제2차 십자군 전쟁도 벌어졌다.